# Fürstenhof (Köln)

Hotel Fürstenhof (1911)

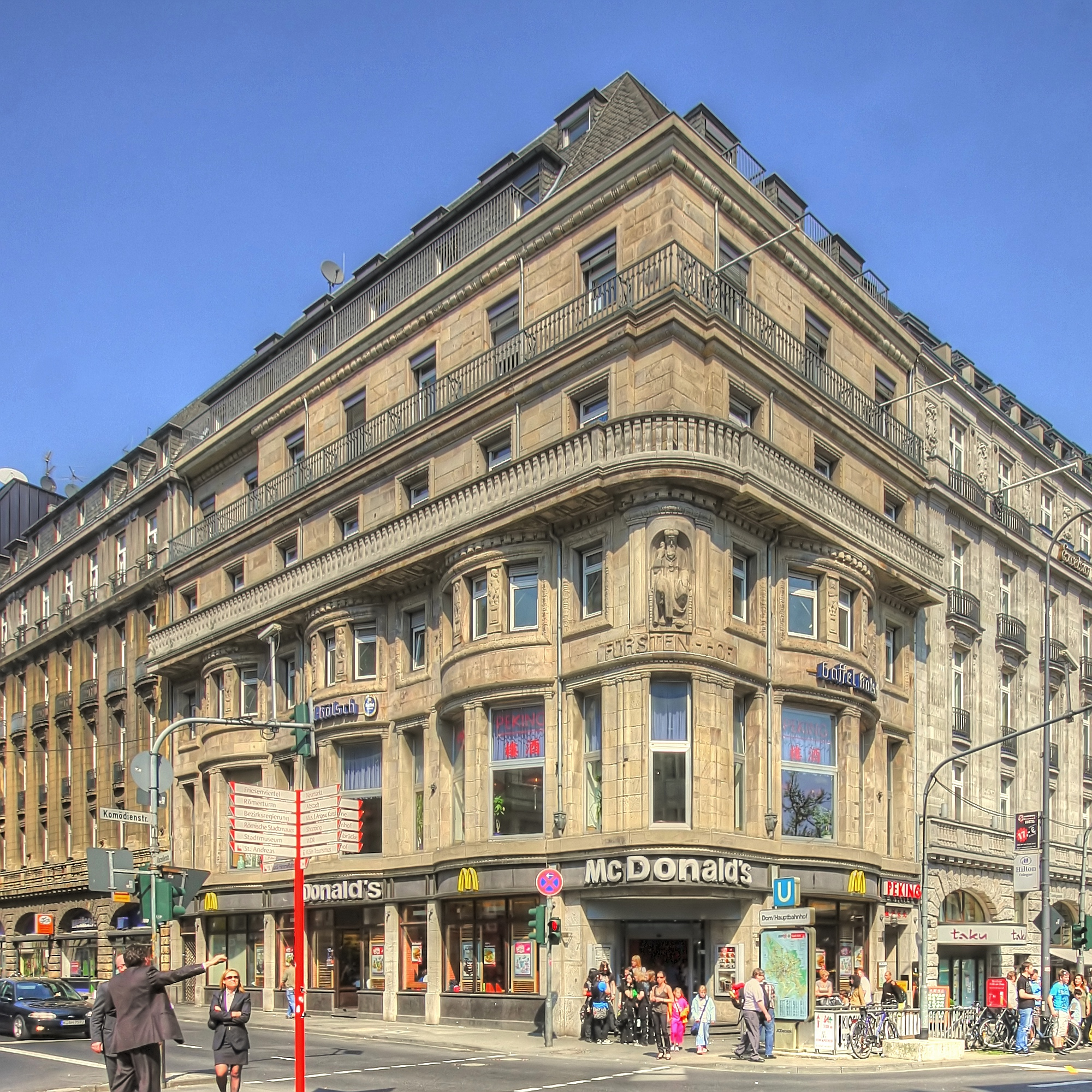
Westseite (2011)

Das ehemalige Hotel Fürstenhof ist ein Büro- und Geschäftshaus im Kölner Stadtteil Altstadt-Nord. Durch seine Lage unmittelbar gegenüber dem Dom zählt das auf dem Eckgrundstück Marzellenstraße 2–8 / Trankgasse stehende Gebäude zu den bekanntesten Profanbauwerken in Köln. Es entstand in den Jahren 1911 und 1912 nach einem Entwurf des Kölner Architekten Carl Moritz.

## Geschichte
Bis zu der Errichtung des Fürstenhofs befanden sich auf dessen Baugrund vier bzw. zuletzt drei Gebäude. Erst 1888 war auf dem Eckgrundstück Marzellenstraße 2–4 nach einem Entwurf des Architekten und Stadtverordneten Heinrich Nagelschmidt und im Auftrag der in Müngersdorf ansässigen Brauerei Schmitz das Hotel Englischer Hof errichtet worden. Dessen Lokal war anfangs auch gut besucht, doch entsprach es schon nach kurzer Zeit nicht mehr den veränderten Erwartungen. Diese waren durch die zahlreichen Hotelneubauten im Umfeld um die Jahrhundertwende stark gestiegen (Dom-Hotel, Kölner Hof, Hotel Ernst Excelsior und andere). Das Haus Marzellenstraße 6 beherbergte seit Jahrzehnten eine Destillerie, das benachbarte Haus 4 eine Metzgerei. Bereits vor dem Jahr 1900 gelangten die beiden Grundstücke Marzellenstraße 2–4 und 6 in das Eigentum der neu gegründeten Hotel G.m.b.H. Nachdem diese auch das anschließende Grundstück Marzellenstraße 8 in ihren Besitz bringen konnte, begannen langwierige Verhandlungen um die Neubebauung des Gesamtareals. Der Regierungspräsident erteilte die Genehmigung letztlich nach Vorliegen eines Gutachtens des Dombaumeisters Bernhard Hertel. Dieser hatte die Projektierung von Carl Moritz insbesondere hinsichtlich der Fragen beurteilt, inwieweit der Neubau der „Würde des Domes als auch der künstlerisch einheitlichen Gestaltung des Domplatzes Rechnung trage“. Hertel berücksichtigte bei der Prüfung besonders die Frage des freien Straßenblicks auf den Dom. Dieser war aus der Marzellenstraße schon durch deren Verbreiterung deutlich verbessert worden, es galt jedoch zu verhindern, dass Neubauten eine zu große Höhe erreichten. Während die Fassade an der Trankgasse bedingt durch eine architektonische Anpassung an das kurz zuvor vollendete Hotel Ernst Excelsior fünfgeschossig ausfiel, führte man das oberste Geschoss in der Marzellenstraße nicht geschlossen durch, sondern ließ es im hinteren Teil nach innen verspringen. Das Erdgeschoss nahm von Beginn an Ladenlokale auf. Darüber befand sich ein Café, aus dem ein hervorragender freier Blick auf den Dom möglich war. In den drei Obergeschossen waren zu Beginn über 40 Hotelzimmer mit acht Bädern und Nebenräumen. Die Wände des am 20. Dezember 1911 eröffneten Cafés waren in zartem Gelb gehalten, wovon sich die dunkle Möblierung in Mahagoni angenehm abhob. Die Belichtung erfolgte durch „kostbare, künstlerisch ausgeführte Beleuchtungskörper“. Nach einem Zeitungsartikel konnte sich die Lokalität mit den feinsten Adressen anderer Großstädte messen.
Im Jahr 1936 wechselte das Etablissement in das Eigentum der Aktiengesellschaft Schwabenbräu in Düsseldorf. In einer viermonatigen Umbauphase nach einem Entwurf und unter Leitung des Düsseldorfer Architekten Ernst Huhn wurde das Hotel in allen Geschossen umgestaltet. Mängel im organisatorischen Aufbau des Hausinneren galt es ebenso zu beheben wie dem Café zu den Besucherzahlen zu verhelfen, die bei seiner Lage zu erwarten waren. „Vielleicht lag es daran, daß der Kölner um zu seinem Schoppen oder seiner Tasse Kaffee zu gelangen, ungern Treppen steigt, der Fremde aber den Weg nicht fand.“ Im Zuge des Umbaus wurden zunächst die Ladenlokale im Erdgeschoss und die Treppe von dort hinauf zum Café entfernt. Das Erdgeschoss nahm nun die Schenke „Zur Pauluswache“ und darüber hinaus ein Restaurant auf, das nachmittags als Café genutzt werden konnte. Die Schenke war sowohl von der Marzellenstraße als auch vom Restaurant aus erreichbar. Zum ersten Obergeschoss wurde ein neues Treppenhaus eingebaut, statt des allgemein offenen Cafés inmitten des Hotelbetriebs diente es jetzt ausschließlich den Hotelgästen (Frühstückszimmer, Gesellschaftsraum usw.). Darüber lagen in den drei Obergeschossen und der Mansarde 62 Gästezimmer mit insgesamt 85 Betten. Restaurant und Café im Erdgeschoss wurden mit Wandbildern der Maler Hans Kirchner (Köln) und Küppers (Düsseldorf) mit Motiven aus der Kölner Geschichte und Sage ausgestaltet. Die schmiedeeisernen Leuchten fertigte der Kunstschmied Heinrich Hecker, der auch in der Schenke „Zur Pauluswache“ mehrere Innendetails ausführte.
Am Ende des Zweiten Weltkriegs war das Hotel Fürstenhof nur verhältnismäßig gering beschädigt. Eine erste umfassende Wiederherstellung erfolgte 1946/1947 unter der Leitung des Architekten Josef Kögl (1890–1968) für die nunmehrige Eigentümerin, die Erste Allgemeine Unfall- und Schadens-Versicherungs-Gesellschaft in München. Im Jahr 1966 jedoch kam es zur Schließung des Hotels. Während die Obergeschosse zu Bürozwecken umgenutzt wurden und im ersten Obergeschoss wechselnde Restaurants Aufnahme fanden, wurde das Erdgeschoss einschließlich des Untergeschosses zu einem Verkaufssalon der Volkswagen-Generalvertretung Fleischhauer umgestaltet. Die Ausstellungsfläche bot Platz für 15 Automobile, vor den Schaufenstern wurden 52 m² der Gehwegfläche mit einer elektrischen Fußbodenheizung versehen, um im Winter diesen frei von Schnee und Glatteis zu halten. Die im November 1967 abgeschlossenen 18-monatigen Umbauarbeiten für Fleischhauer erfolgten nach Entwürfen des Kölner Architekten Hans Schilling, dem bei den Gesamtumbauarbeiten weitere Architekten zur Seite standen. 1973 verließ Fleischhauer den Fürstenhof. Seit Mitte der 1970er Jahre befindet sich dort eine der ersten McDonald’s-Filialen Kölns.

## Architektur
Das fünfgeschossige Gebäude von 3 Achsen an der Trankgasse und 7 Achsen an der Marzellenstraße stellt stilistisch eine für Moritz nicht untypische Weiterentwicklung dar, die in einer klassizistisch-barocken Tradition steht. In der Ausprägung bilden jeweils das erste und zweite sowie das dritte und vierte Obergeschoss eine Einheit. Das erste und zweite Obergeschoss findet eine besondere Betonung durch seine flachen wellenförmigen Rundungen, die zudem figural ausgeschmückt sind. Nach oben sind sie zum dritten Obergeschoss durch eine umlaufende steinerne Balustrade abgetrennt. Das Erdgeschoss wurde nach dem Zweiten Weltkrieg mehrfach umgestaltet. Ebenso fand das ursprüngliche hohe Mansarddach nach 1945 nur eine Wiederherstellung in vereinfachter Form. Am Schnittpunkt der beiden Straßen findet sich auf Höhe des zweiten Obergeschosses eine sitzende bärtige Figur, darunter der Schriftzug „Fürstenhof“.  
Die Eintragung des Fürstenhof in die Denkmalliste der Stadt Köln erfolgte am 4. Juni 1987 (Denkmal Nr. 4167).